# Antípatre de Bostra
Antípatre de Bostra (grec antic: Ἀντίπατρος, llatí: Antipater) fou un bisbe de Bostra (Aràbia) que vivia cap a l'any 460.
La seva obra principal es titulava Ἀντίρρησις (Antírresis), una resposta a l'Apologia ad Origene de Pàmfil de Beritos, de la que es conserven fragments a les actes del Segon Concili de Nicea de l'any 787. Va escriure també una homilia sobre Joan el Baptista i altres discursos. Fabricius l'inclou a la Bibliotheca Graeca.